# Blick in die Zeit
Blick in die Zeit war eine regimekritische sozialdemokratische Wochenzeitschrift, die vom 16. Juni 1933 bis Ende August 1935 in Berlin erscheinen konnte.

## Geschichte
Die Wochenzeitschrift Blick in die Zeit erschien im Zeitschriftenverlag Dr. A. Ristow mit dem Geschäftssitz in Berlin-Halensee. Alfred Ristow, ehemals Nachrichtenoffizier im Deutschen Heer, war Inhaber eines Betriebes für Fernmeldetechnik, und er ließ bei Kurt Hermann Mendel (1900–1983) das Mitteilungsblatt eines Offiziersbundes drucken. Der Werbefachmann Mendel hatte eine Beteiligung an der Berolina-Druckerei und von ihm ging die Initiative zur Gründung der Zeitschrift Blick in die Zeit aus. Im Außenverhältnis trat Ristow als Herausgeber und Verleger auf, im Innenverhältnis beteiligte sich Mendel mit 50 Prozent der Einlage als stiller Teilhaber am Verlag Dr. A. Ristow.
Mendel hatte das journalistische Konzept entwickelt, das der Untertitel Pressestimmen des In- und Auslandes für Wirtschaft, Politik und Kultur deutlich machte: Es kamen also keine eigenen Artikel, sondern bereits in anderen Presseerzeugnissen publizierte Textausschnitte zum Abdruck. Die Kritik am Regime entstand durch die Auswahl und Zusammenstellung der Textausschnitte. Hauptberuflich tätig waren für die Zeitschrift:
- Geschäftsleitung: Kurt Exner, vor 1933 Gewerkschaftssekretär beim ADGB in Berlin
- Schriftleitung: Andreas Gayk, vor 1933 Redakteur bei der Schleswig-Holsteinischen Volkszeitung in Kiel
- Vertrieb: Hans Weinberger, vor 1933 Geschäftsführer der Reichsarbeitsgemeinschaft der Kinderfreunde.

Zwischen Ristow und Mendel gab es zur Gründung und zum Betrieb des Verlages keine schriftliche, sondern nur eine mündliche Vereinbarung, nach der sie sich die Beteiligung und Geschäftsführung im Verhältnis 50:50 teilten. Ristow zeichnete allein verantwortlich für die Herausgabe der Zeitschrift, den Inhalt, die Schriftleitung und den Verlag. Mendel war zuständig für die Finanzierung des Projektes einschließlich einer Haftung für mögliche Verluste. Diese Konstruktion diente dem persönlichen Schutz der beteiligten Akteure vor einer möglichen Verfolgung durch die Gestapo.
Die Auflage betrug 100.000 Exemplare zum Einzelpreis von 0,15 RM. Die Zahl der Leser soll ca. 400.000 bis 500.000 betragen haben. Diese relativ hohe Verbreitung ergab sich aus der persönlichen Verteilung innerhalb der gewerkschaftlichen und sozialdemokratischen Organisationen, die von den Machthabern verboten waren. Die Pflege eines Netzwerkes im Untergrund schuf eine Basis, auf der nach dem Zweiten Weltkrieg die Wiedergründung der SPD und der Gewerkschaften, aber auch ein Aufbau der Verfassungsorgane geschehen konnte. So übernahmen Personen, die in der Redaktion mitgearbeitet hatten, nach 1945 politische, ökonomische oder kulturelle Positionen:
- Michael Freund: Professor an der Universität Kiel
- Rudolf Küstermeier: Chefredakteur der Zeitung Die Welt bis 1950 und seit 1957 Israel-Korrespondent der Deutschen Presse-Agentur
- Friedrich Mandelkow: Dezernent in der Stadtverwaltung Kiel bis 1952
- Ludwig Preller: Wirtschaftsminister im 1. Kabinett Hermann Lüdemann in Schleswig-Holstein
- August Rathmann: Tätigkeiten in der Stahltreuhändervereinigung und in der Gesellschaft für soziale Betriebspraxis, Düsseldorf
- Otto Suhr: Regierender Bürgermeister von Berlin (1955–1957).

Der Journalist Karl Rickers konnte in einem Rückblick feststellen, dass die Wochenzeitschrift ohne größere Einflüsse der Zensurbehörden geblieben war. Erst ein Artikel zum Thema Die Zukunft des Krieges führte im August 1935 zum Verbot der Zeitschrift.

## Beilage
Karl Rickers gewann seinen umfassenden Gesamteinblick in die Arbeitsweise des Herausgebers, der Redaktion und des Vertriebes, weil er die parallel erscheinende Beilage Kurze Pause! redigierte. Das einzeln nicht verkäufliche Unterhaltungs-Blatt erschien jeden Sonnabend zum Blick in die Zeit. An der grafischen Gestaltung wirkten mit:
- Grafiker Niels Brodersen,
- Maler Gottfried Brockmann,
- satirischer Zeichner Karl Holtz
- Grafiker Richard Grune

Textbeiträge lieferte Hans Adam, der spätere Direktor der Kieler Ingenieurschule. Die Beilage Kurze Pause!, auch KP! genannt, wurde ebenfalls im August 1935 verboten.

## Dokumentation
Nach 1945 hat es bislang einen nur geringen Dokumentationsumfang der Aktion Blick in die Zeit gegeben. Erste Darstellungen gab es 1974 von den Autoren Michael Freund, August Rathmann und Ludwig Preller in dem Erinnerungsbuch über Andreas Gayk. Sie berichteten als mitwirkende Redakteure über ihre eigenen Tätigkeiten sowie über das gesamte Konzept. 1980 folgte ein Bericht von Henning Harmsen in der Badischen Zeitung unter dem Titel Widerstand mit Schere und Klebstoff. In dem von der Friedrich-Ebert-Stiftung 1980 herausgegebenen Begleitband zur Ausstellung Widerstand 1933 bis 1945 – Sozialdemokraten und Gewerkschaften gegen Hitler heißt es zur Wochenzeitschrift Blick in die Zeit: „Eine der eigenartigsten Erscheinungen des deutschen Widerstandes“.
Eine Reprintausgabe erschien 1988.

## Quelle
- Kurt Hermann Mendel: Die Aktion Blick in die Zeit. Onlinefassung (PDF; 3,4 MB)